# Alarmempfangsstelle
Alarmempfangsstellen (AES) sind zentrale Einrichtungen, die  für die Überwachung, den Empfang und die Verarbeitung von Alarmen und Meldungen aus Gefahrenmeldeanlagen zuständig sind.
Eine AES ist somit die erste Stelle, bei der Alarme und Meldungen auflaufen. Von der AES werden die Alarme und Meldungen nach dem Empfang und der Verarbeitung entsprechend an weitere Stellen, wie insbesondere Notruf- und Service-Leitstellen (NSL) bzw. behördliche Stellen (z. B. Feuerwehr im Rahmen von Brandmeldeanlagen bzw. Polizei im Rahmen von ÜEA), weitergeleitet, in den dann die entsprechenden Maßnahmen getroffen werden.
Somit hat die AES auch die Aufgabe, die entsprechenden Übertragungsnetze zu den Objekten mit den Gefahrenmeldeanlagen und an die weiteren Stellen (NSL, Feuerwehr, Polizei) zu überwachen und im Störungsfall ggf. auf redundante Verbindungen zurückzugreifen. Somit stellt die AES eine wesentliche Funktion innerhalb der sogenannten Alarmkette dar.

## Norm
Die Anforderungen an Alarmempfangsstellen beschreibt die Europäische Norm DIN EN 50518 (neueste Ausgabe derzeit Entwurf). Diese gilt für Überwachungs- und Alarmempfangsstellen (ÜAES) (en: Monitoring and Alarm Receiving Centres (MARC)), welche Signale überwachen und/oder empfangen und/oder verarbeiten, die eine Notfallreaktion erfordern. Die Abkürzung ÜAES beschreibt den vollständigen funktionellen Anwendungsbereich einer Überwachungs- und Alarmempfangsstelle. In allen vorhandenen Normen der Reihe EN 50131, die unter CLC/TC 79 „Alarmanlagen“ veröffentlicht sind, wird jedoch die Abkürzung AES verwendet. Um Unklarheiten zu vermeiden und eine Eindeutigkeit in der Terminologie zu erreichen, wird allerdings allgemein die Abkürzung AES verwendet, wobei ÜAES mit AES gleichzusetzen ist. 
Bereits vor der Einführung von Kategorien wurde vom zuständigen nationalen Arbeitsgremium K 713 "Gefahrenmelde- und Überwachungsanlagen" der DKE Deutsche Kommission Elektrotechnik Elektronik Informationstechnik in DIN und VDE empfohlen, eine Analyse des Sicherheits-/Sicherungskonzeptes durchzuführen. Bei der Analyse und Erstellung des Sicherungskonzeptes für das zu überwachende Objekt ist unter Beachtung der Risikobewertung festzulegen und ggf. zu vereinbaren, ob eine Alarmübertragung an eine AES nach DIN EN 50518 erfolgen muss. Für die Entscheidung, ob eine Alarmanlage an eine Alarmempfangsstelle der Kategorie I oder II angeschlossen werden soll, kann dem Positionspapier des K 713 zum Anwendungsbereich der Norm DIN EN 50518 entnommen werden. Weitere Informationen findet man auf der Seite des unterhalb des DKE-Komitee zuständigen Arbeitskreis AK 713.0.18.
In den neuesten Ausgaben der DIN EN 50518 werden AES nunmehr in nachfolgende zwei Kategorien eingeteilt.

## Kategorien von AES

### Kategorie I
AES, die Meldungen von Sicherungsanwendungen überwachen und/oder empfangen und/oder verarbeiten müssen der Kategorie I entsprechen. Unter Sicherungsanwendungen werden insbesondere Anwendungen zum Zweck des Erkennens einer von kriminellen Handlungen ausgehenden Gefahr, die möglicherweise Schaden oder Beschädigungen für Personen, Eigentum, Objekte oder Vermögenswerte verursacht, verstanden. Hierzu gehören insbesondere Meldungen aus:
- Einbruchmeldeanlagen,
- Überfallmeldeanlagen,
- Zutrittskontrollanlagen,
- Videoüberwachungsanlagen für Sicherungsanwendungen, die eine Notfallintervention erfordern,
- Anlagen für Personenüberwachung, Nachverfolgung von Alleinarbeitern und  Objektverfolgungssysteme für Sicherungsanwendungen sowie
- Alarmmeldungen, die von AES der Kategorie II behandelt wurden bzw. Kombination aus den vorgenannten Systemen.

Weiterhin könnte man zumindest auch folgende Anlagen, die nicht explizit in der DIN EN 50518 erwähnt sind, hierzu zählen:
- Notfall- und Gefahren-Reaktions-Systeme für Sicherungsanwendungen,
- Gefahrenwarnanlagen mit Sicherungsanwendungen (z. B. EM-Funktion).

### Kategorie II
AES, die Meldungen von nicht-sicherheitsrelevanten Anwendungen überwachen und/oder empfangen und/oder verarbeiten müssen mindestens der Kategorie II entsprechen. Hierzu gehören insbesondere Meldungen aus:
- Brandmeldeanlagen,
- fest installierten Feuerlöschanlagen,
- Personen-Hilferufanlagen,
- Audio-/Video-Hauskommunikationssysteme,
- Videoüberwachungsanlagen für nicht-sicherheitsrelevante Anwendungen (z. B. Verkehrsfluss),
- Anlagen für Personenüberwachung, Nachverfolgung von Alleinarbeitern und Objektverfolgungssysteme für nicht-sicherheitsrelevante Anwendungen;
- Personen-Hilferufanlagen
- Aufzugsnotrufanlagen sowie
- Kombination aus den vorgenannten Systemen.

Weiterhin könnte man zumindest auch folgende Anlagen, die nicht explizit in der DIN EN 50518 erwähnt sind, hierzu zählen:
- Brandwarnanlagen,
- Notfall- und Gefahren-Reaktions-Systeme ohne Sicherungsanwendungen,
- Gefahrenwarnanlagen ohne Sicherungsanwendungen.

## Anforderungen
Bei Standortwahl der AES sind Risiken wie Feuer, Explosionen, Überflutung, Vandalismus und Gefahren, die von der Umgebung ausgehen können, Rechnung zu tragen.
Wenn die AES nicht das gesamte Gebäude belegt, in dem sie untergebracht ist, muss sie von den restlichen Gebäudeteilen durch eine physikalische Abgrenzung, die aus Wänden, Böden, Decken und wesentlichen Öffnungen besteht, getrennt sein.
Angriffen mit mechanischen Mitteln oder Angriffen mit Schusswaffen auf mindestens eine der Türen von Personenschleusen und aller Außentüren müssen durch den Einbau von Bauelementen mit den entsprechend nach DIN EN 50518 vergebenen Widerstandsklassen begegnet werden.
Besondere Anforderungen gelten beispielsweise an die Außenhaut (Wände, Fußböden und Decken) von AES.
AES der Kategorie I müssen einen in der Norm festgelegten Widerstand gegen Angriffe mit mechanischen Mitteln bieten. Fenster in der AES-Außenhaut müssen immer ge- und verschlossen sein, ausgenommen für Instandhaltungs- oder Fluchtzwecke und müssen Widerstand gegen Angriffe mit mechanischen Mitteln und Schusswaffen nach DIN EN 50518  bieten.
Die Außenhaut von AES der Kategorie II muss aus einer physikalischen Barriere bestehen, die in der Lage ist, unberechtigten Zutritt durch eine unbewaffnete Person zu verhindern, wie dies durch Außenwände, Fußböden und Decken vorgesehen ist.
Weiterhin enthält die Norm dezidierte Anforderungen und Regelungen für:
- Widerstand gegen Feuer und Rauch
- Schutz gegen Einfluss von Blitzen
- Öffnungen
- Zugang zur AES inkl. Notfallzutritt und Notausgang/Notausgänge
- Lüftung
- Versorgungsein- und -auslässe
- Durchreiche/Schleuse
- Standort der Daten verarbeitenden Geräte
- Kommunikationsleitungen
- Toiletten- und Waschräume
- Alarmanlagen der AES
- Elektrische Energieversorgungen
- Alarmmanagementsystem (AMS)
- Betrieb der AES
- Allgemeine Grundsätze, Leitung, Steuerung, Management und
- Personalausstattung

Zusammengefasst sind die Anforderungen an Kategorie II AES zum Teil erheblich geringer, als für AES der Kategorie I.